# Tinodes apuanorum
Tinodes apuanorum là một loài Trichoptera trong họ Psychomyiidae. Chúng phân bố ở miền Cổ bắc.